# Аносова Інна Вікторівна
І́нна Ві́кторівна Ано́сова (нар.13 вересня 1950, Харків) — українська акторка, заслужена артистка України (1995), лауреат Державної премії Республіки Крим (1994).

## Біографічні відомості
Закінчила 1976 Харківський інститут мистецтв імені І. Котляревського.
Творчу діяльність почала 1976 в Харківському академічному українському драматичному театрі ім. Тараса Шевченка.
1981—1989 — артистка Кримського українського театру драми та комедії.
Від 1989 — артистка Кримського академічного російського драматичного театру ім. Максима Горького.

## Ролі
Євпраксія («Євпраксія — київська княжна» П. Загребельного), Рута («Ясон» С. Шальтяніса), Христя («Повія» Панаса Мирного), Донна Анна («Камінний господар» Лесі Українки), Керрі («Сестра Керрі» Т. Драйзера), Реджина («Лисички» Л. Геллман), Єлена («Неправда на довгих ногах» Е.де Філіппо), Кукушина («Кіт домашній середньої пухнастості» В. Войновича, Г. Горіна), Розалія Павлівна («Червоне весілля» В. Маяковського, І. Ільфа, Є. Петрова), Мадам Любка («Як це робилося в Одесі» І. Бабеля), Тетяна («Міщани» М. Горького), Голда («Поминальна молитва» Г. Горіна), Памела («Дорога моя Памела» Д. Патрика) — за дві останні ролі присуджено премію ім. Марії Заньковецької.

## Особливості творчості
Творча відданість, проникнення у драматургічний матеріал дозволяє актрисі створювати різнопланові образи у сучасному і класичному репертуарі. Образи, створені І. Аносовою, вирізняються психологічною розробкою характерів з яскравою художньою формою. Актриса володіє пластикою, має вокальні дані.
Робота Інни Аносової неодноразово відзначалась театральною громадськістю та пресою. Актриса нагороджувалась республіканськими та обласними дипломами за найкраще виконання жіночих ролей.